# Los anarquistas
Los anarquistas es el título del libro escrito por el historiador James Joll. En sus 265 páginas, el libro narra la historia del movimiento anarquista, cubriendo sus inicios filosóficos en Europa con William Godwin y Pierre-Joseph Proudhon, además del posterior desarrollo ideológico por los rusos Piotr Kropotkin y Mijaíl Bakunin, y también la influencia que tuvo la ideología en los grupos de la clase trabajadora en los siglos XIX y XX, principalmente en Europa y Rusia, pero también en Estados Unidos.
Los Anarquistas fue publicado por primera vez en 1964; una posterior edición fue publicada en 1979.

## Contenido
1. Herejía y razón
2. El mito de la Revolución
3. Razón y revolución: Proudhon
4. Bakunin y el gran cisma
5. Terrorismo y Propaganda de acción
6. Santos y rebeldes
7. La revolución que falló
8. Anarquistas y sindicalistas
9. Anarquismo en acción: España
10. Conclusión

- Datos: Q7713643